# Хармель, Мухаммед
Мухаммед Хармель (араб. محمد حرمل ‎ ; ноябрь 1929, Тунис — 18 сентября 2011, там же) — деятель рабочего и коммунистического движения Туниса.

## Биография
Родился в семье ремесленника. После учебы в училище, работал школьным учителем.
В 1947 году вступил в Тунисскую коммунистическую партию (ТКП). Принимал активное участие в демонстрациях и других акциях коммунистов Туниса.
На 4-м съезде ТКП в мае 1951 года был избран членом ЦК Компартии. Арестован в феврале 1952 во время акции протеста против депортации националистов и коммунистических лидеров. Заключен в лагерь Téboursouk. После освобождения в 1954 году, вновь был арестован.
На 5-м съезде ТКП, состоявшемся в мае 1956 года был избран членом Политбюро и Секретариата. В 1957 году занял первое место в списке голосования по выборам городского совета г. Туниса.
После запрещения деятельности коммунистической партии Туниса в январе 1963 арестован вместе с несколькими лидерами партии, был освобожден через несколько месяцев и по состоянию здоровья выехал за рубеж.
После восьми лет изгнания, вернулся на родину в 1971 году.
Был избран генеральным секретарем Коммунистической партии Туниса на 8-м съезде ТКП, который состоялся нелегально в феврале 1981 года. Вновь переизбран на ту же должность в 9-м съезде, состоявшемся в Тунисе в июне 1987 года. Возглавлял ТКП до 1993 года.
После партийной конференции в апреле 1993 продолжил играть ключевую и ведущую роль в коммунистическом движении страны и после преобразования ТКП в нынешнее Движение обновления («Mouvement Ettajdid»).
На втором съезде Движения («Конгрессе реконструкции»), состоявшемся в июле 2007 года, первым секретарем Движения был избран Ахмед Брахим, а Мухаммед Хармель стал почëтным председателем Движения.
В течение двух сроков избирался членом Национального собрания Туниса (1994—2004). В 2008 году был назначен членом Палаты советников.